# Maximilian Befort

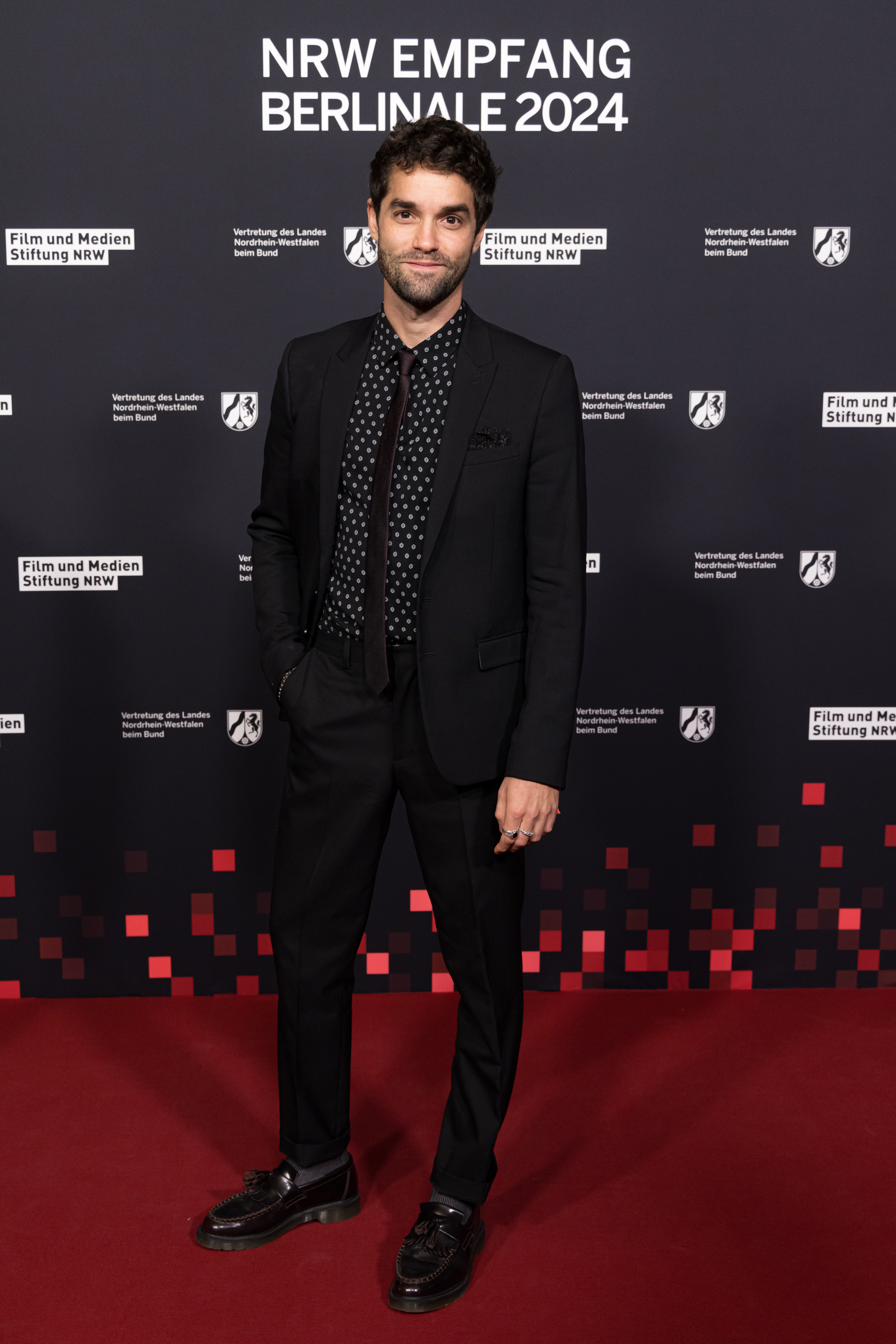
Maximilian Befort (2024)

Maximilian Befort (* 15. Mai 1989 in Berlin) ist ein deutscher Schauspieler.

## Leben
Bekannt wurde Befort 2001 durch den Film Emil und die Detektive und 2002 durch Bibi Blocksberg – Der Film. Eine wesentliche Rolle spielte er von 2005 bis 2007 in fünf Folgen im Team Leipzig in der KI.KA-Serie Krimi.de. Befort studierte an der Guildhall School of Music and Drama in London. Seine jüngere Schwester Luise Befort ist ebenfalls Schauspielerin.

## Filmografie (Auswahl)
- 2001: Emil und die Detektive
- 2002: Achterbahn
- 2002: Bibi Blocksberg
- 2003: Wolffs Revier
- 2004: Eine zweimalige Frau
- 2005–2007: Ki.Ka-Krimi.de
- 2006: In aller Freundschaft
- 2008: Meine wunderbare Familie
- 2008: Hindernisse des Herzens
- 2008: Die Rückkehr der Sintflut
- 2008: Draußen am See
- 2009: Rosa Roth
- 2009: SOKO Wismar: Tödlicher Zauber
- 2009: Die Drachen besiegen
- 2009: Allein unter Schülern
- 2009: Unser Charly: Charly, der Schutzengel
- 2010: Henri 4
- 2011: Romeos
- 2015: Der Prinz im Bärenfell (Fernsehfilm)
- 2017: Verleugnung
- 2017: Das Nebelhaus
- 2017: Heldt: Mord verjährt nicht
- 2018: Klassentreffen 1.0
- 2018: Alarm für Cobra 11 – Die Autobahnpolizei
- 2018: Trautmann
- 2018: Notruf Hafenkante (3 Folgen)
- 2018: SOKO Stuttgart – Marathongirl
- 2018: Head Full of Honey
- 2019: Cleo
- 2019: Rosamunde Pilcher: Meine Cousine, die Liebe und ich
- 2020: Nur mit Dir zusammen
- 2022: Ze Network
- 2022: Immenhof – Das große Versprechen
- 2024: Ein Sommer an der Côte d’Azur
- 2025: Tatort: Zugzwang